# سزار (عنوان)

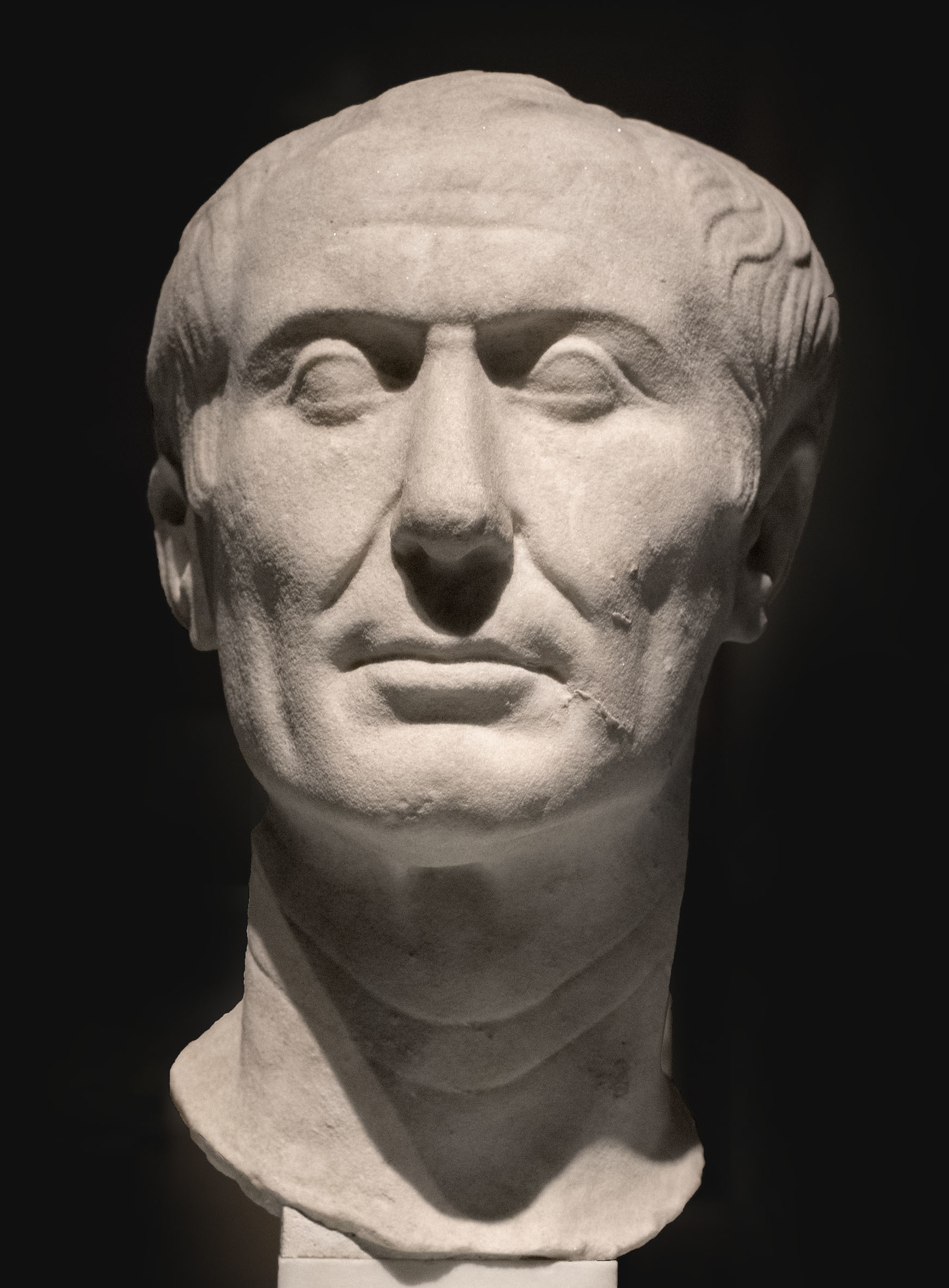
سردیس بجا مانده از ژولیوس سزار

سِزار از زمان هادریانوس، امپراتور روم، عنوان سزار به کسانی که از سوی یک امپراتور به عنوان جانشین منصوب می شدند، داده می شد. این لقب در اصل نام خانوادگی گایوس ژولیوس سزار بود.
در زمان امپراتوری بیزانس، این لقب به نزدیکان امپراتور هم گفته می‌شود، به عنوان مثال بارداس دایی میخائیل سوم این لقب را گرفته بود. واژه‌های اسلاوی تزار (به روسی: царь)، قیصر (به آلمانی: Kaiser)، در عربی و فارسی نیز مشتق شده از این عنوان و به همین معنا به کار می‌رود.